# Церква святих Косми і Даміана (Тилич)

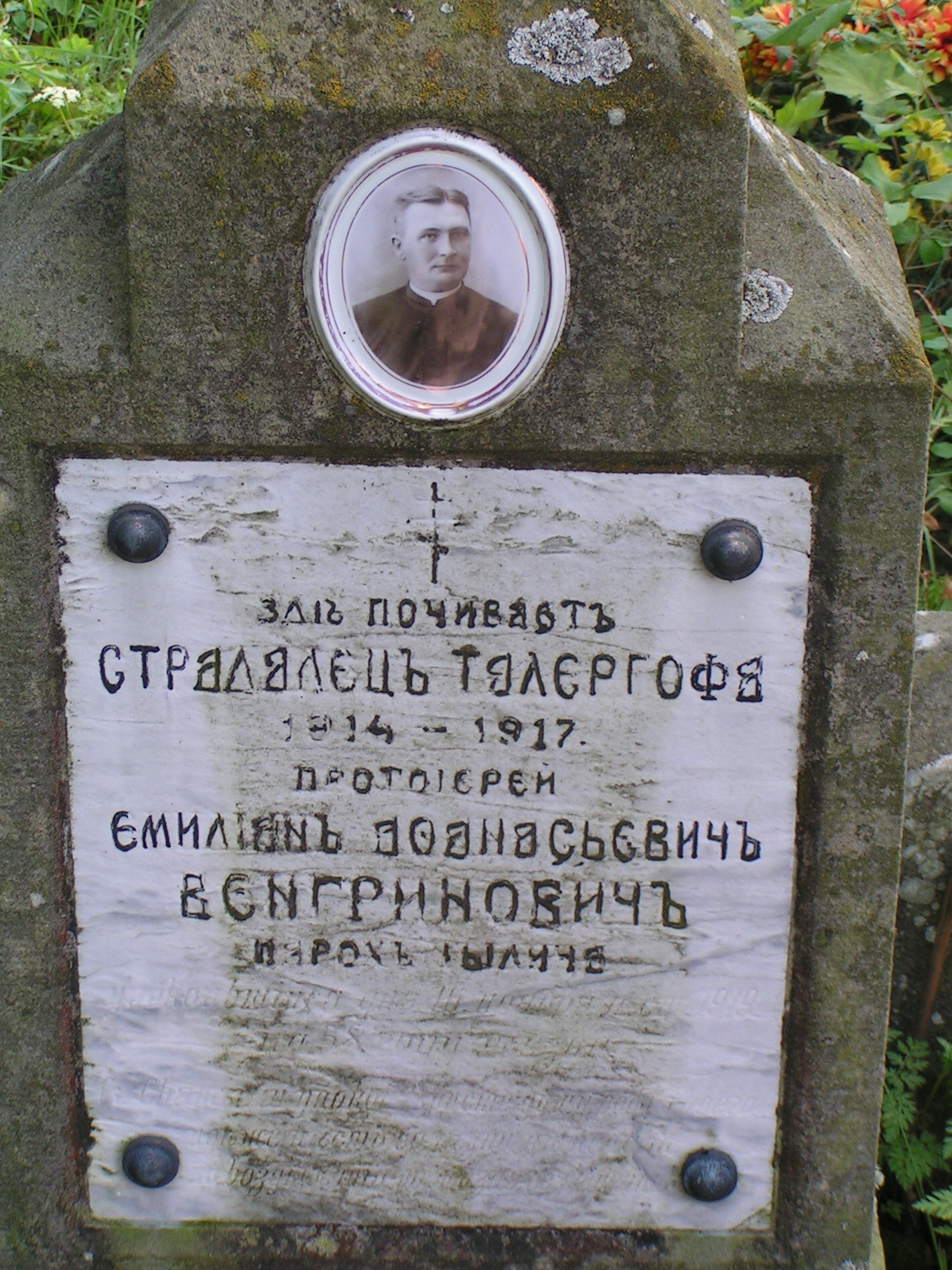
Могильний пам'ятник настоятеля церкви Омеляна Венгриновича, який загинув в концентраційному таборі Талергоф

Церква святих Косми і Даміана (пол. Cerkiew św. św. Kosmy i Damiana) — греко-католицька церква, розташована в селі Тилич, Новосондецького повіту, Малопольське воєводство, Польща. На даний час використовується громадою села Тилич (римської парафії). Храм включено до переліку об'єктів туристичного маршруту «Шлях дерев'яної архітектури» Малопольського воєводства.

## Історія
Перші згадки про церкву святих Даміана і Косми в селі Тилич відносяться до кінця XVI століття. Цей храм повністю згорів під час пожежі, а сучасний був побудований в 1780 році. У 1938 році в церкві були встановлені фрески, що збереглися до нашого часу.
До закінчення Другої світової війни більшу частину населення села Новиця становили лемки. У 1946 році, після переселення місцевих жителів на західні території Польщі під час операції «Вісла», церква святих Косми і Даміана була передана римській парафії.

## Опис
Дерев'яна церква в Тиличі побудована в характерному для західно-лемківської архітектури трьохкупольному стилі XIX століття. Над входом в храм знаходиться масивна дерев'яна вежа з куполом, увінчаним хрестом. Подібні куполи набагато меншого розміру з хрестами знаходяться над навою та пресбітерієм. По обидва боки між навою та пресбітерієм також знаходяться невеликі каплиці. Схожа конструкція є у церкви святих Косми і Даміана в селі Мілик.
Усередині церкви збереглася поліхромія кінця 30-тих років XX століття. Іконостас датується XVIII століттям.
Поблизу храму знаходиться невелике парафіяльне лемкімське кладовище, на якому похований колишній настоятель Омелян Венгринович, який загинув у концентраційному таборі Талергоф.